# Kope
Kope est une station de ski de petite taille, située près de Slovenj Gradec dans la région de Carinthie slovène, dans le nord de la Slovénie.
La station est située sur la partie la plus élevée du massif du Pohorje. Ses forfaits sont également valides dans la station voisine de Ribniško Pohorje.